# Bert Jansch
Herbert Jansch (Glasgow, 3 de noviembre de 1943-Hampstead, 5 de octubre de 2011) fue un músico escocés, conocido mundialmente por ser el miembro fundador de la banda Pentangle. Nació en Glasgow y llegó a Londres a principios de 1960, como guitarrista acústico, así como cantante. Jansch grabó alrededor de 25 álbumes y estuvo de gira extensivamente desde los 60 hasta su muerte.
Jansch fue una figura destacada en el renacimiento del folk británico de la década de 1960, recorrió clubes de folk y grabó varios álbumes en solitario, además de colaborar con otros músicos, como John Renbourn y Anne Briggs. En 1968, cofundó la banda Pentangle, estuvo de gira y grabó con ellos hasta que se separaron, en 1972. Después se tomó unos años de descanso de la música y regresó a finales de la década de 1970 para trabajar en una serie de proyectos con otros músicos. Se unió a Pentangle reformado a principios de la década de 1980 y permaneció con ellos, a medida que evolucionaban a través de varios cambios de personal, hasta 1995. Hasta su muerte, Jansch continuó trabajando como solista.
El gran trabajo como músico de Jansch sirvió de influencia para artistas como Al Stewart, Paul Simon, Johnny Marr, Elton John, Ian Anderson, Bernie Taupin, Bernard Butler, Jimmy Page, Nick Drake, Graham Coxon, Donovan, Neil Young, Fleet Foxes, Devendra Banhart, Neil Halstead y Roy Harper.
Jansch recibió dos Lifetime Achievement Awards en el BBC Folk Awards: uno, en 2001, por su carrera en solitario, y el otro lo recibió en 2007, como miembro de Pentangle.